# Woodbridge Metcalf
William Glen Waterhouse (23 de junio de 1888-11 de julio de 1972) fue un deportista estadounidense que compitió en vela en la clase Star. Ganó dos medallas en el Campeonato Mundial de Star, oro en 1933 y bronce en 1935.

## Palmarés internacional
| Campeonato Mundial | Campeonato Mundial             | Campeonato Mundial | Campeonato Mundial |
| Año                | Lugar                          | Medalla            | Clase              |
| ------------------ | ------------------------------ | ------------------ | ------------------ |
| 1933               | Long Beach (Estados Unidos)    | Medalla de oro     | Star               |
| 1935               | Newport Beach (Estados Unidos) | Medalla de bronce  | Star               |